# Маєї

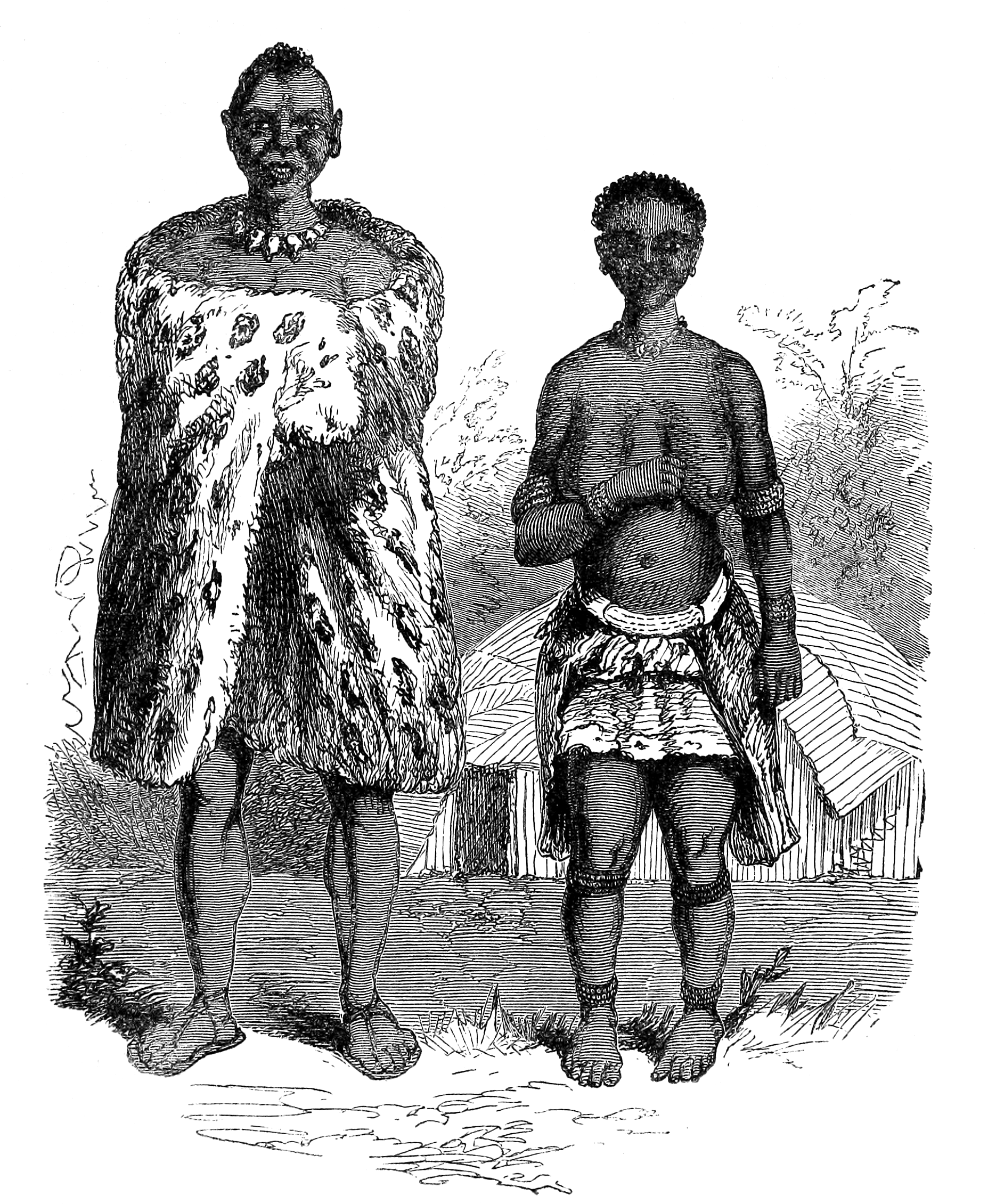
Маєї, 1861 рік

Маєї (також: Єї або Баєї) — банту-мовний народ північно-західної Ботсвани та північно-східної Намібії. Маєї іммігрували на цю територію у XVIII столітті з півночі та жили в тісній співпраці з народом сан, або басарва, які жили в цьому районі раніше. Вони розмовляють шиєї, мовою, на яку вплинув сан, що демонструє характерні клацання.

## Історія
Згідно з усною традицією, маєї емігрували з королівства народу лозі у XVIII столітті, їх привів у Нгаміленд вправний рибалка та мисливець Ханкузі. Коли маєї зустріли народ бакхакве, Ханкузі одружився з одною із їхніх жінок, можливо, аби гарантувати мир між двома народами. Далі відбулася низка імміграційних хвиль. Маєї багатьох навичок виживання бакхакве, включно з новими техніками риболовлі, одночасно з тим принісши технології побудови каное в Нгаміленд. Маєї також мали зв'язки з лозі на півночі і обмінювали у них тютюн на залізо. Залізо мало важливе значення в економіці маєї для виробництва наконечників списів та інструментів.
На початку XIX століття плем'я батсвана, знане як батавана, прибуло в Нгаміленд. Після переселення цього народу багато маєї стали кріпаками, або batlhanka, у народу батавана. Спочатку кріпацтво було добровільним в багатьох випадках, оскільки передбачало захист у випадку приєднання до сильного дому.
У Намібії маєї вперше було визнано незалежним племенем у 1992 році; до того, як вони були охоплені традиційною владою мафве. Місцем розташування їхньої хути (королівської садиби) є поселення Сангвалі в виборчому окрузі Юдея-Ляболома регіону Замбезі. Нинішнім традиційним вождем з 1993 року є вождь Боніфейс Сіфу. Це також місце, де проводиться Батсара Бацапі, щорічний культурний фестиваль народу маєї. Це визнання (яке супроводжувалося визнанням народу маші) не позбавлене політичної важливості: мафве підозріло поставився до цього кроку, оскільки маєї та маші почали змінювати свою політичну прихильність до СВАПО, найпотужнішої політичної партії Намібії, яка традиційно є противником прагнення народу мафве до незалежності.

## Культура
Маєї мали спадкоємність по материнській лінії, тобто спадкоємцем королівства є син сестри короля.
Маєї вірили в бога-творця, який жив серед людей. Одного разу бог розгнівався на людей за їхню злочестивість і пішов на небо. Він не дуже втручається в світ, хіба що час від часу кидає блискавку. Маєї також шанують духів предків.
Сорго та тютюн є найважливішими сільськогосподарськими культурами для маєї. Також широко вирощують маїс та батат, особливо у дельті Окаванґо.